# Mignières
Mignières est une commune française située dans le département d'Eure-et-Loir, en région Centre-Val de Loire.

## Géographie

### Situation

Situation géographique
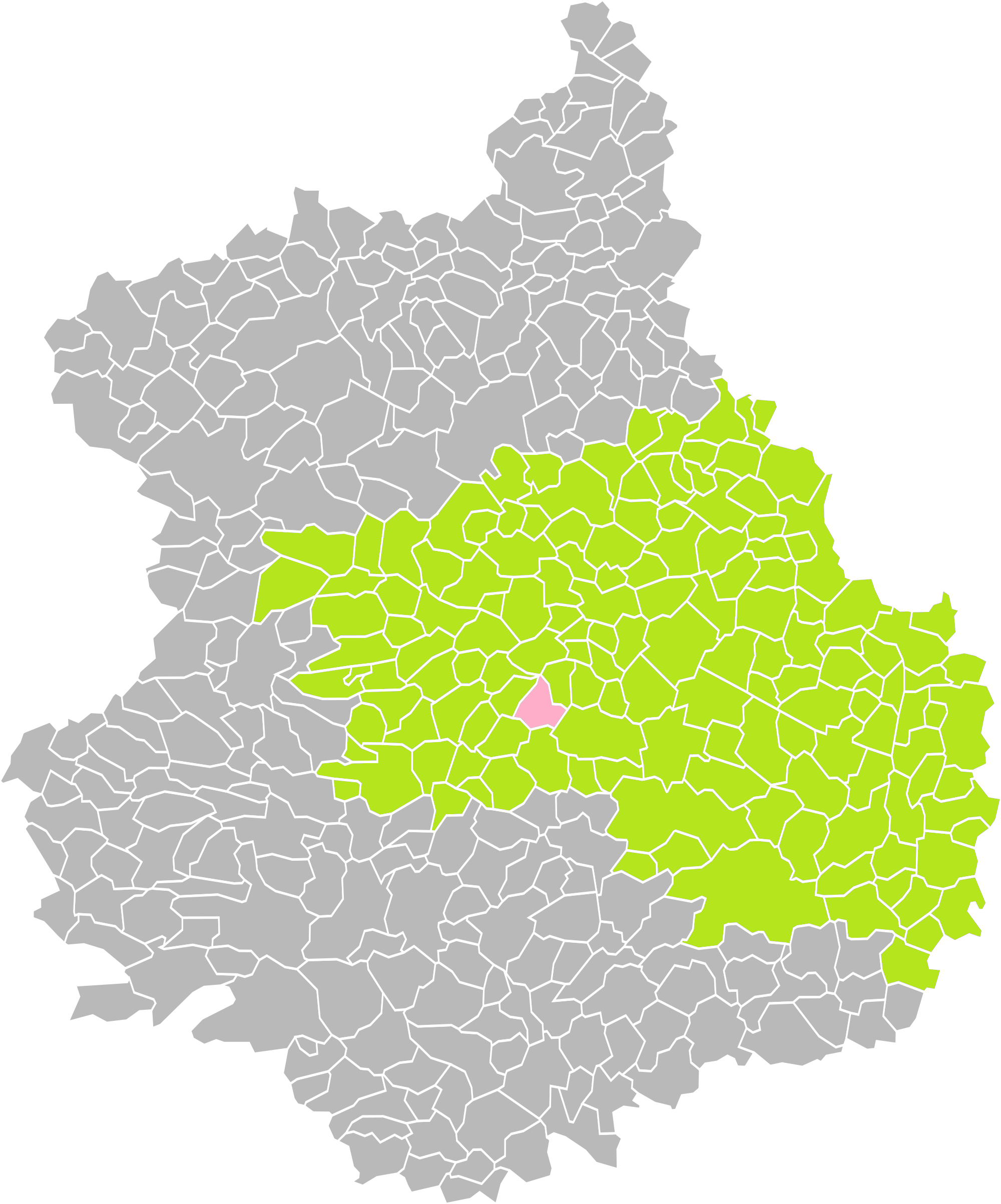
Mignières dans son arrondissement.
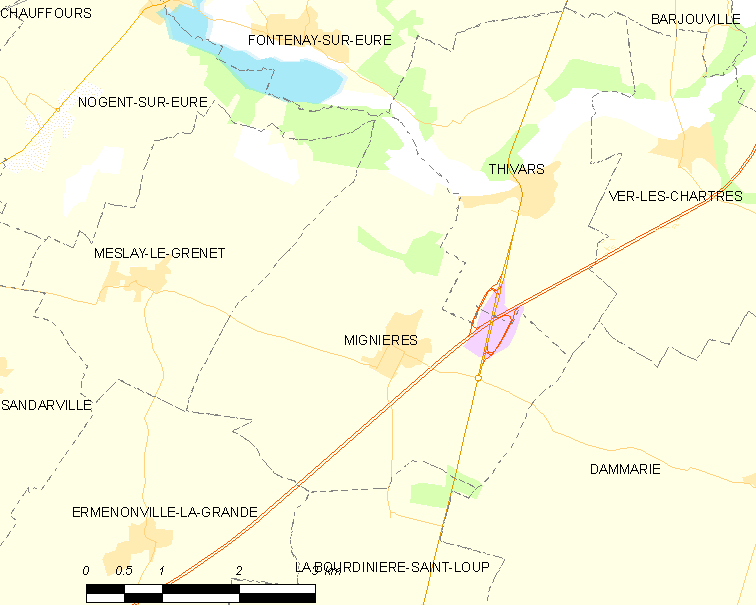
Carte de la commune de Mignières.

### Communes limitrophes
| Nogent-sur-Eure        | Fontenay-sur-Eure         | Thivars  |
| Meslay-le-Grenet       | Mignières                 |          |
| Ermenonville-la-Grande | La Bourdinière-Saint-Loup | Dammarie |

### Hameaux
- Spoir ;
- Vaucelle;
- Partiellement le Bois de Mivoye, ce hameau relevant également de la commune de Dammarie.

### Hydrographie
Coulant du nord-ouest entre les communes de Nogent-sur-Eure et Fontenay-sur-Eure, la rivière l'Eure, affluent en rive gauche du fleuve la Seine, borde le nord de Mignières pour se diriger ensuite vers le sud-est et Thivars.

### Climat
Pour des articles plus généraux, voir Climat du Centre-Val de Loire et Climat d'Eure-et-Loir.
En 2010, le climat de la commune est de type climat océanique dégradé des plaines du Centre et du Nord, selon une étude du CNRS s'appuyant sur une série de données couvrant la période 1971-2000. En 2020, Météo-France publie une typologie des climats de la France métropolitaine dans laquelle la commune est exposée à un climat océanique altéré et est dans la région climatique  Sud-ouest du bassin Parisien, caractérisée par une faible pluviométrie, notamment au printemps (120 à 150 mm) et un hiver froid (3,5 °C). 
Pour la période 1971-2000, la température annuelle moyenne est de 10,5 °C, avec une amplitude thermique annuelle de 14,8 °C. Le cumul annuel moyen de précipitations est de 635 mm, avec 10,5 jours de précipitations en janvier et 7,7 jours en juillet. Pour la période 1991-2020, la température moyenne annuelle observée sur la station météorologique de Météo-France la plus proche, sur la commune de Blandainville à 12 km à vol d'oiseau, est de 11,2 °C et le cumul annuel moyen de précipitations est de 626,2 mm,. Pour l'avenir, les paramètres climatiques de la commune estimés pour 2050 selon différents scénarios d'émission de gaz à effet de serre sont consultables sur un site dédié publié par Météo-France en novembre 2022.

## Urbanisme

### Typologie
Au 1er janvier 2024, Mignières est catégorisée commune rurale à habitat dispersé, selon la nouvelle grille communale de densité à 7 niveaux définie par l'Insee en 2022.
Elle est située hors unité urbaine. Par ailleurs la commune fait partie de l'aire d'attraction de Chartres, dont elle est une commune de la couronne,. Cette aire, qui regroupe 117 communes, est catégorisée dans les aires de 50 000 à moins de 200 000 habitants,.

### Occupation des sols

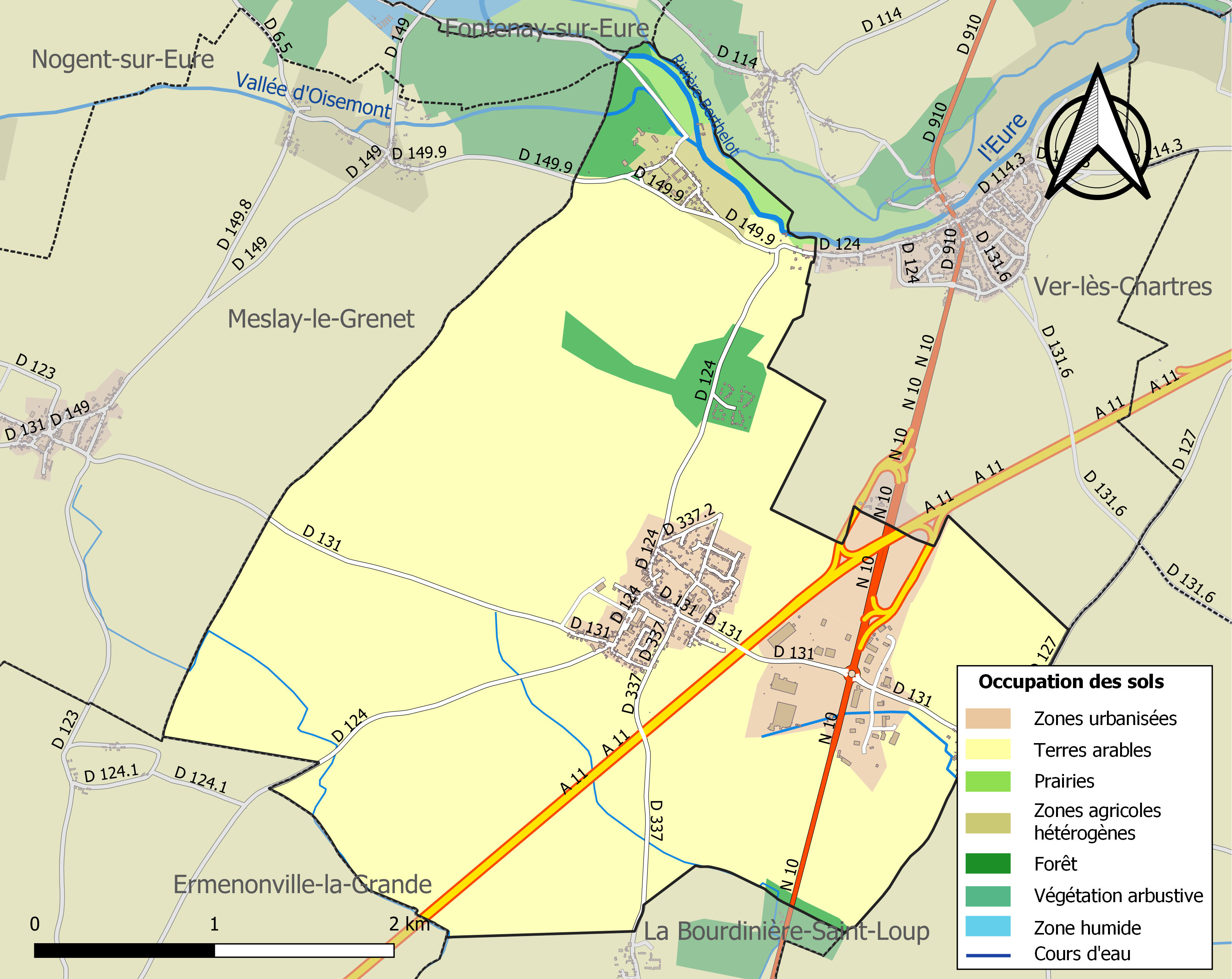
Carte des infrastructures et de l'occupation des sols de la commune en 2018 (CLC).

L'occupation des sols de la commune, telle qu'elle ressort de la base de données européenne d’occupation biophysique des sols Corine Land Cover (CLC), est marquée par l'importance des territoires agricoles (85,7 % en 2018), en diminution par rapport à 1990 (90,6 %). La répartition détaillée en 2018 est la suivante : 
terres arables (82,7 %), zones industrielles ou commerciales et réseaux de communication (6,5 %), forêts (4 %), zones urbanisées (3,8 %), zones agricoles hétérogènes (1,9 %), prairies (1,1 %).
L'IGN met par ailleurs à disposition un outil en ligne permettant de comparer l’évolution dans le temps de l’occupation des sols de la commune (ou de territoires à des échelles différentes). Plusieurs époques sont accessibles sous forme de cartes ou photos aériennes : la carte de Cassini (XVIIIe siècle), la carte d'état-major (1820-1866) et la période actuelle (1950 à aujourd'hui).
Le plan local d'urbanisme (PLU) de la commune est mis en révision le 11 avril 2017.

### Risques majeurs
Le territoire de la commune de Mignières est vulnérable à différents aléas naturels : météorologiques (tempête, orage, neige, grand froid, canicule ou sécheresse), inondations et séisme (sismicité très faible). Il est également exposé à un risque technologique, le transport de matières dangereuses. Un site publié par le BRGM permet d'évaluer simplement et rapidement les risques d'un bien localisé soit par son adresse soit par le numéro de sa parcelle.

#### Risques naturels
Certaines parties du territoire communal sont susceptibles d’être affectées par le risque d’inondation par débordement de cours d'eau, notamment l'Eure et la Vallée d'Oisemont. La commune a été reconnue en état de catastrophe naturelle au titre des dommages causés par les inondations et coulées de boue survenues en 1987 et 1999,.

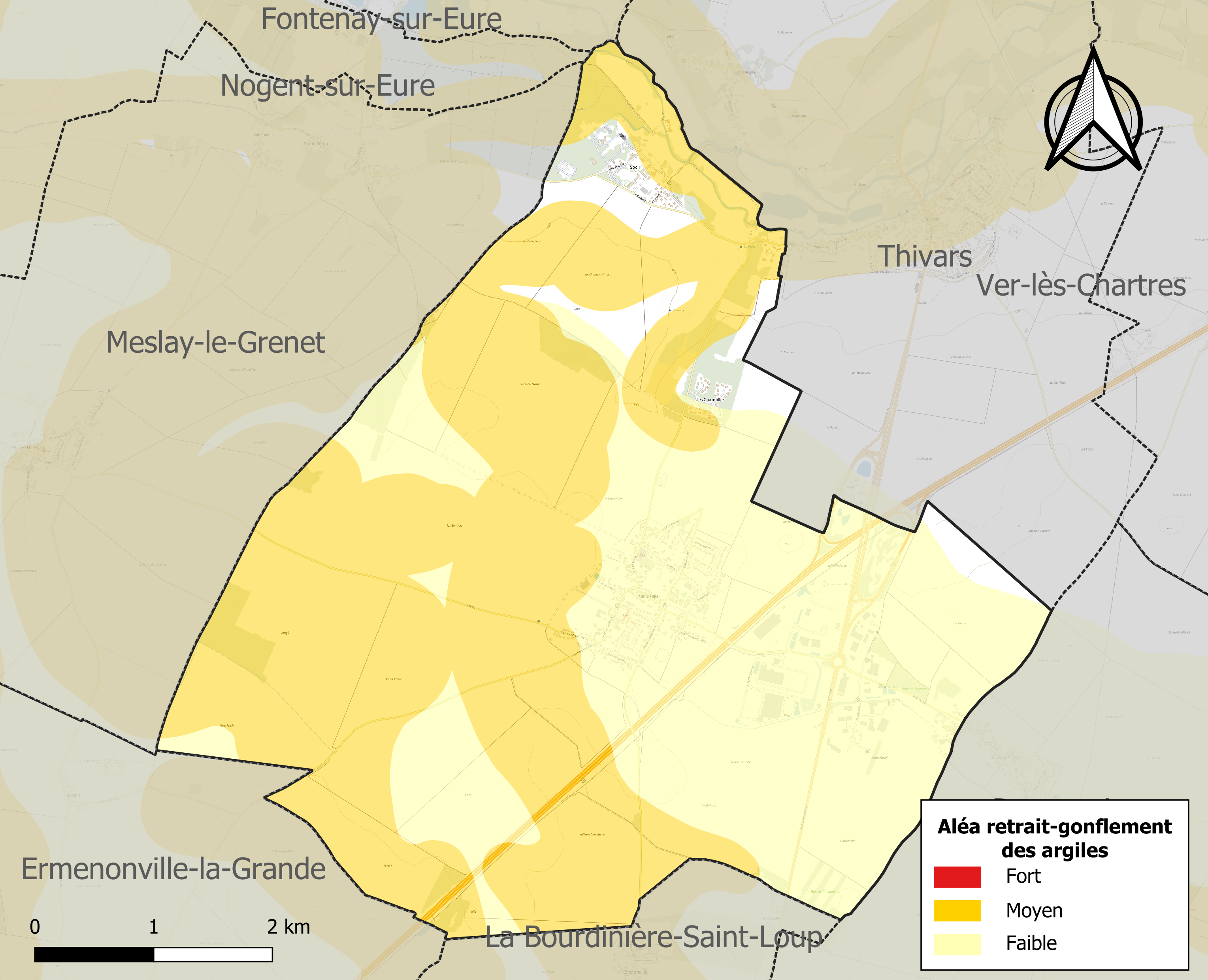
Carte des zones d'aléa retrait-gonflement des sols argileux de Mignières.

Le retrait-gonflement des sols argileux est susceptible d'engendrer des dommages importants aux bâtiments en cas d’alternance de périodes de sécheresse et de pluie. 52,7 % de la superficie communale est en aléa moyen ou fort (52,8 % au niveau départemental et 48,5 % au niveau national). Sur les 374 bâtiments dénombrés sur la commune en 2019, 33 sont en aléa moyen ou fort, soit 9 %, à comparer aux 70 % au niveau départemental et 54 % au niveau national. Une cartographie de l'exposition du territoire national au retrait gonflement des sols argileux est disponible sur le site du BRGM,.
Concernant les mouvements de terrains, la commune a été reconnue en état de catastrophe naturelle au titre des dommages causés par des mouvements de terrain en 1999.

#### Risques technologiques
Le risque de transport de matières dangereuses sur la commune est lié à sa traversée par des infrastructures routières ou ferroviaires importantes ou la présence d'une canalisation de transport d'hydrocarbures. Un accident se produisant sur de telles infrastructures est en effet susceptible d’avoir des effets graves au bâti ou aux personnes jusqu’à 350 m, selon la nature du matériau transporté. Des dispositions d’urbanisme peuvent être préconisées en conséquence.

## Toponymie
Le nom de la localité est attesté sous les formes Magneriæ vers 954 (cartulaire de Saint-Père-en-Vallée, p. 52),
Maigneriæ en 1169 (charte du chap. de Chartres), Mineriæ en  1208 (charte de l’abbaye de Saint-Jean-en-Vallée), Minieres en 1793.
Mignières a été édifié sur un territoire ayant une présence de minerai de fer en sous-sol, favorable à l'extraction minière.

## Politique et administration

### Liste des maires
| Période                                  | Période  | Identité       | Étiquette | Qualité           |
| ---------------------------------------- | -------- | -------------- | --------- | ----------------- |
| mars 2001                                | En cours | Didier Garnier | UMP-LR    | Chef d'entreprise |
| Les données manquantes sont à compléter. |          |                |           |                   |

## Population et société

### Démographie
L'évolution du nombre d'habitants est connue à travers les recensements de la population effectués dans la commune depuis 1793. Pour les communes de moins de 10 000 habitants, une enquête de recensement portant sur toute la population est réalisée tous les cinq ans, les populations de référence des années intermédiaires étant quant à elles estimées par interpolation ou extrapolation. Pour la commune, le premier recensement exhaustif entrant dans le cadre du nouveau dispositif a été réalisé en 2006.

En 2022, la commune comptait 1 157 habitants, en évolution de +11,9 % par rapport à 2016 (Eure-et-Loir : −0,23 %, France hors Mayotte : +2,11 %).
| 1793 | 1800 | 1806 | 1821 | 1831 | 1836 | 1841 | 1846 | 1851 |
| ---- | ---- | ---- | ---- | ---- | ---- | ---- | ---- | ---- |
| 500  | 496  | 500  | 509  | 519  | 540  | 532  | 552  | 541  |

| 1856 | 1861 | 1866 | 1872 | 1876 | 1881 | 1886 | 1891 | 1896 |
| ---- | ---- | ---- | ---- | ---- | ---- | ---- | ---- | ---- |
| 552  | 578  | 586  | 540  | 550  | 564  | 578  | 567  | 573  |

| 1901 | 1906 | 1911 | 1921 | 1926 | 1931 | 1936 | 1946 | 1954 |
| ---- | ---- | ---- | ---- | ---- | ---- | ---- | ---- | ---- |
| 582  | 493  | 509  | 417  | 426  | 355  | 339  | 396  | 379  |

| 1962 | 1968 | 1975 | 1982 | 1990 | 1999 | 2006 | 2011 | 2016  |
| ---- | ---- | ---- | ---- | ---- | ---- | ---- | ---- | ----- |
| 354  | 383  | 392  | 695  | 641  | 682  | 695  | 858  | 1 034 |

| 2021  | 2022  | - | - | - | - | - | - | - |
| ----- | ----- | - | - | - | - | - | - | - |
| 1 124 | 1 157 | - | - | - | - | - | - | - |

## Culture locale et patrimoine

### Lieux et monuments

#### Chapelle des Trois-Maries
Classé MH (1875)
La chapelle date des XIIe et XVe siècles. S'y trouve notamment la dalle funéraire de Marie de Trémault,  Inscrit MH (1908).
Interdite au public en 2022, l'édifice est le seul vestige d'un couvent du XIIe siècle. Il fait l'objet d'un pèlerinage trois fois l'an, lors des fêtes de Marie Madeleine, Marie Jacobé et Marie Salomé, les 22 mai, 22 juillet et 22 octobre. L'association « Renaissance de la chapelle des Trois-Maries » vise à récolter des fonds afin d'en assurer la restauration,.

#### Église Saint-Gervais-et-Saint-Protais
L'église Saint-Gervais-et-Saint-Protais est rebâtie en 1902-1903 sur l'emplacement d'un édifice du XIIe siècle.
Elle est ornée de vitraux réalisés par les ateliers Lorin, Bernard Campin (1941) et l'atelier Petit (2004). Les orgues datent de 1892 ; ils sont l'œuvre du facteur Louis Debierre, de Nantes.

#### Autres lieux et monuments
- Le « cœur de village » (3 rue de la Chapelle) construit en 2011 par l'agence Diagonal, bénéficie depuis 2019 du label Architecture contemporaine remarquable[29].
- Monument aux morts
- Château des Boulard[30], hameau de Spoir à Mignières.

Lieux et monuments
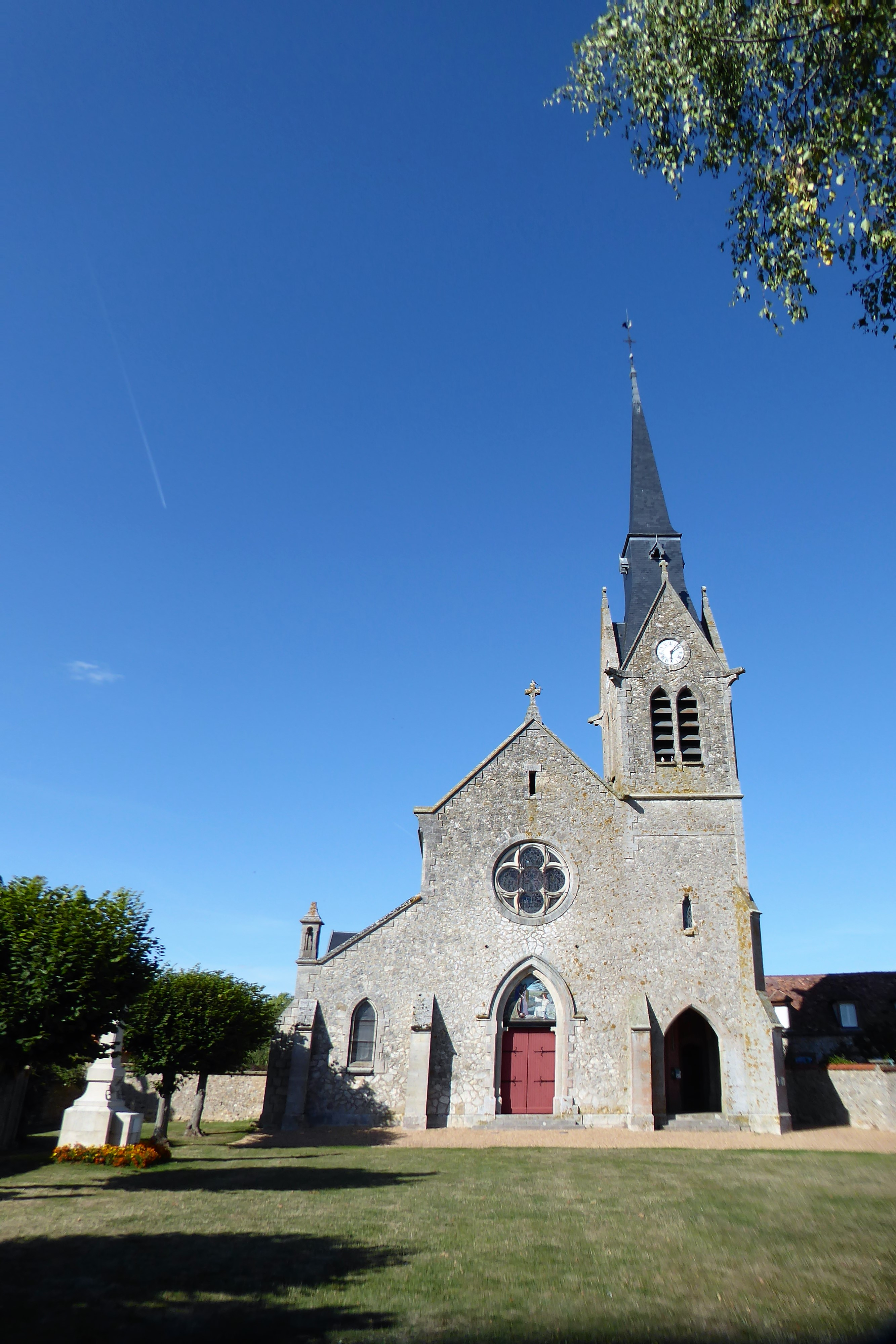
Église Saint-Gervais-et-Saint-Protais.
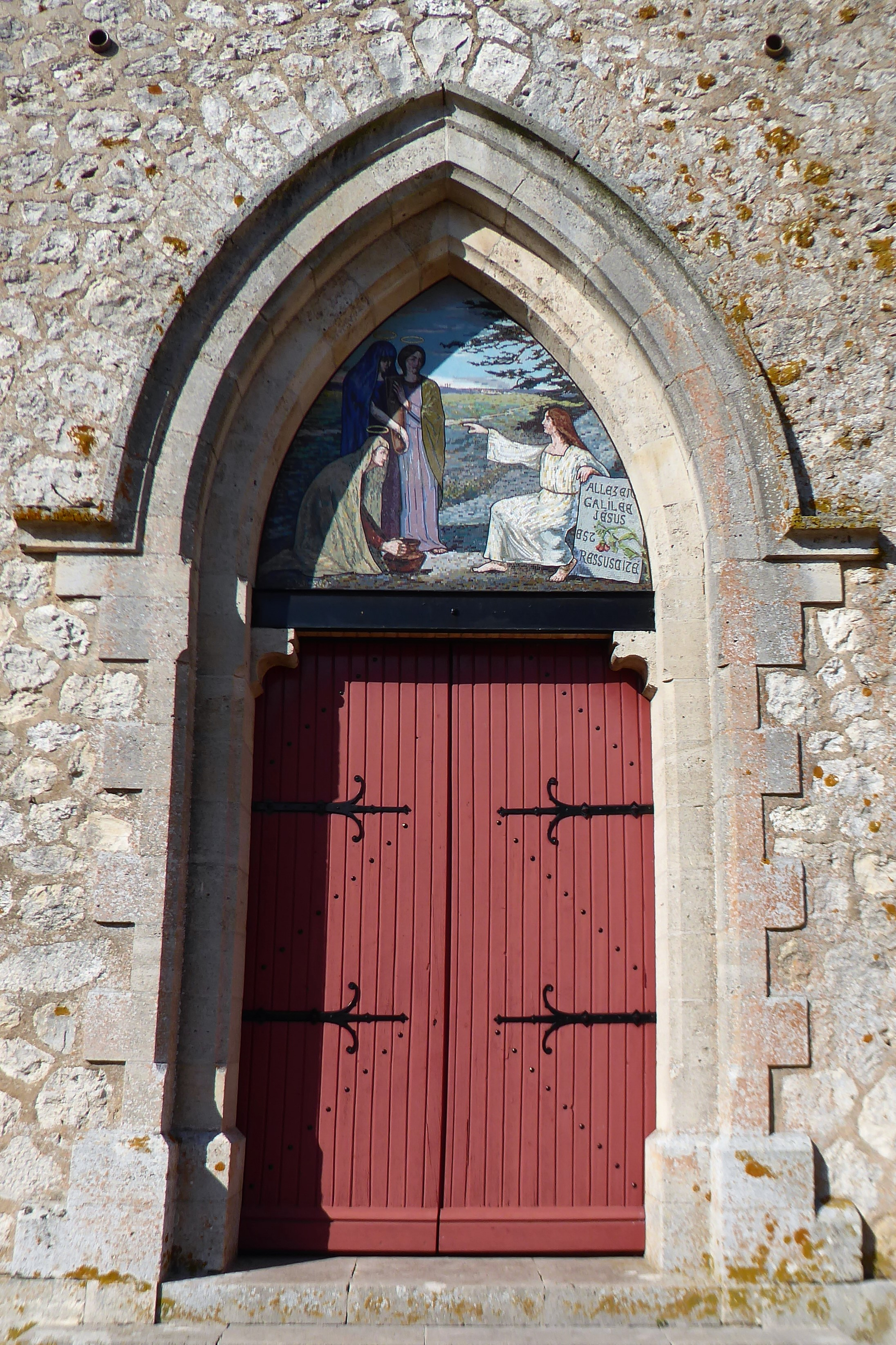
Mosaïque en émaux de Briare de l'entrée.
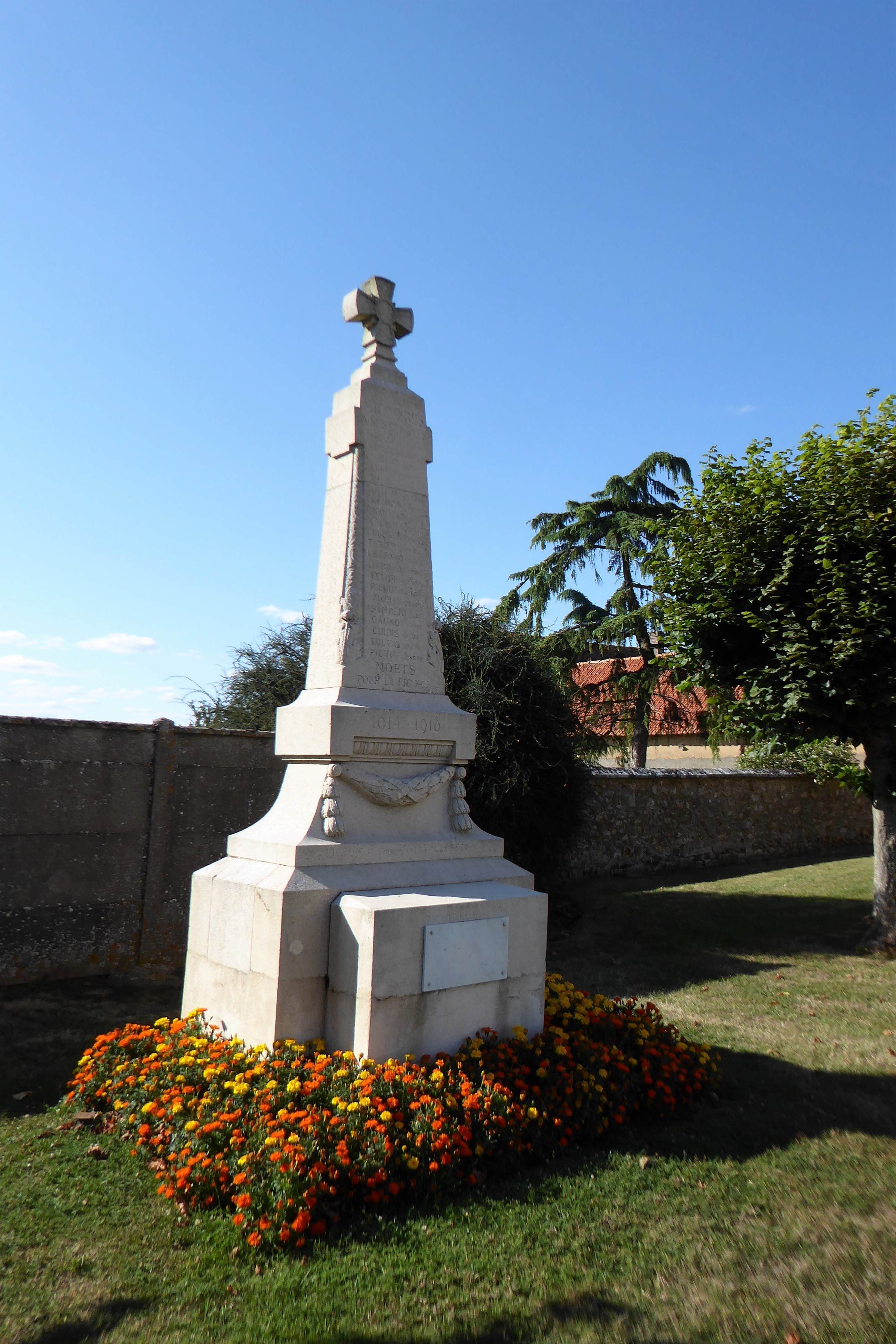
Monument aux morts.